# Lista de papas portugueses
Esta lista contém os Papas de origem portuguesa. Ao longo da História da Igreja Católica foram 2 os prelados originários de Portugal  elevados ao trono pontifício.

## Papas originários de Portugal
| Nº   | Retrato | Prelado           | Vida                  | Pontificado                                           | Carreira                                                                                                  |
| ---- | ------- | ----------------- | --------------------- | ----------------------------------------------------- | --- |
| 37º  |         | Papa São Dâmaso I | 305–384 († 79 anos)   | 1 de Outubro de 366 – 11 de Dezembro de 384 (18 anos) | 366–384 Papa da Igreja Católica                                                                           |
| 187º |         | Papa João XXI     | 1215–1277 († 62 anos) | 16 de Setembro de 1276 – 20 de Maio de 1277 (8 meses) | 1272–1275 Arcebispo Primaz de Braga 1273–1276 Cardeal-Bispo de Frascati 1276–1277 Papa da Igreja Católica |